# Samuel Aba

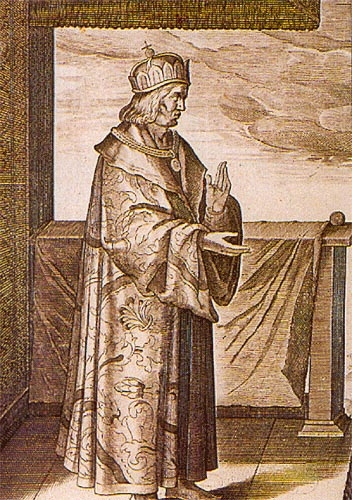
Rei Sámuel Aba

Samuel Aba (Húngaro: Aba Sámuel; antes de 990 ou c. 1009 - 5 de julho de 1044) reinou como Rei da Hungria entre 1041 e 1044. Nasceu em uma família proeminente com extensos domínios na região das Colinas de Matra. Com base em relatórios do Gesta Hungarorum (Feitos dos Húngaros) e outras Crônicas Húngaras sobre a origem não húngara da família Aba, historiadores modernos escrevem que os Abas chefiaram as tribos Kabar que se separaram do Khazar e se juntaram aos húngaros no século IX.
Por volta de 1009, Samuel ou seu pai se casou com uma irmã de Estêvão I da Hungria, o primeiro rei da Hungria. Depois disso, a família Aba, originalmente pagã ou judia, converteu-se ao cristianismo. O rei Estêvão nomeou Samuel para chefiar a corte real como seu palatino. No entanto, o rei morreu em 1038, e o novo monarca, Peter, the Venetian, removeu Samuel de seu posto.
Os senhores húngaros destronaram Pedro em 1041 e elegeram Samuel rei. De acordo com a narração unânime das crônicas húngaras, Samuel preferia os plebeus aos nobres, causando descontentamento entre seus ex-partidários. Sua execução de muitos oponentes o colocou em conflito com o bispo Gerard de Csanád. Em 1044, Peter, o Veneziano, voltou com a ajuda do monarca alemão Henrique III, que derrotou o maior exército de Samuel na Batalha de Ménfõ perto de Győr. Samuel fugiu do campo de batalha, mas foi capturado e morto.

## Origens e curta vida
Segundo o Anonymous Notary of King Bela, a família de Samuel descendia de dois chefes "cumanos", Ed e Edemen, que receberam "uma grande terra na floresta de Mátra"  de Arpades, grão-príncipe dos húngaros por volta de 900. Em contraste, o Crônica Iluminada e outras crônicas húngaras do século XIV descrevem Ed e Edemen como filhos de Csaba - ele próprio um filho de Átila - por uma senhora de Corásmia. Uma vez que todas as crônicas húngaras enfatizam a origem oriental - seja "cumana" ou "corasmiana" de Ed e Edemen, Gyula Kristó, László Szegfű e outros historiadores propõem que o clã Aba descendente deles governou os Kabar, algumas pessoas de origem kazar que se juntaram aos húngaros em meados do século IX, antes da chegada dos húngaros à Bacia dos Cárpatos por volta de 895. Kristó argumenta que tanto a origem kazar de Samuel quanto seu primeiro nome sugerem que ele nasceu em uma família que aderiu ao judaísmo.
Apesar da incerteza sobre as origens do clã, Samuel sem dúvida descendia de uma família distinta, já que uma irmã não identificada de Estêvão I da Hungria, que em 1000 ou 1001 foi coroado o primeiro rei da Hungria, foi dada em casamento a um membro do clã Aba próximo 1009. No entanto, os historiadores ainda discutem se o próprio Samuel ou o pai de Samuel se casou com a princesa real. Se Samuel era seu marido, ele deve ter nascido antes de 990 e se convertido - seja do judaísmo ou paganismo - ao cristianismo quando se casou com a irmã de Estêvão I. Suas credenciais cristãs são ainda evidenciadas pelo estabelecimento de uma abadia em Abasár por Samuel, que foi registrado por crônicas húngaras. De acordo com Gyula Kristó e outros historiadores, a conversão de Samuel coincidiu com a criação da Diocese Católica Romana de Eger abrangendo seus domínios.
Samuel ocupou cargos importantes durante o reinado do Rei Estêvão. Pál Engel propõe que Abaújvár ("o novo castelo de Aba") recebeu seu nome, o que implica que ele também foi o primeiro ispano, ou cabeça, daquela fortaleza e do condado ao redor dela. Samuel foi membro do conselho real e se tornou o primeiro palatino da Hungria. A morte do rei Estêvão I da Hungria em 15 de agosto de 1038 levou seu sobrinho, Peter, the Venetian, a ascender ao trono. O novo monarca preferiu seus cortesãos alemães e italianos e deixou de lado os senhores nativos, incluindo Samuel. Em 1041, nobres húngaros descontentes expulsaram o rei Pedro em um golpe de estado e elegeram Samuel rei.

## Rei da Hungria
... O rei Aba tornou-se insolente e começou a se enfurecer cruelmente contra os húngaros. Pois ele sustentava que todas as coisas deveriam ser comuns entre senhores e servos; mas por ter violado seu juramento ele considerou uma mera ninharia. Desprezando os nobres do reino, ele se relacionava com camponeses e plebeus. Os nobres húngaros não estavam dispostos a suportar isso dele e, irritados com esse comportamento insultuoso, conspiraram para matá-lo. Mas um deles informou o rei da conspiração contra sua vida, após isso o rei prendeu tantos deles quanto pôde e os condenou à morte sem exame ou julgamento, o que causou grande dano à sua causa.

— Crônica Iluminada
Samuel aboliu todas as leis introduzidas por Pedro, o Veneziano, e fez com que muitos dos partidários de seu antecessor fossem mortos ou torturados. O contemporâneo Hermano de Reichenau chegou a chamá-lo de "o tirano da Hungria" em seu Chronicon.  As crônicas húngaras criticaram duramente Samuel por se socializar com os camponeses em vez dos nobres. Samuel até aboliu alguns impostos devidos pelos plebeus.
Após sua expulsão, Peter, the Venetian , refugiou-se na Alemanha. Em resposta, Samuel invadiu a Áustria em 1042, provocando uma invasão retaliatória pelo monarca alemão Henrique III do Sacro Império Romano-Germânico em 1043. Isso forçou Samuel a renunciar a todos os territórios húngaros a oeste dos rios Leitha e Morava, bem como a concordar com o pagamento de um tributo. O financiamento do pagamento do tributo se deu por meio de novos impostos sobre os prelados cristãos e da apreensão de propriedades da Igreja. Esta política causou descontentamento mesmo entre os membros do próprio conselho de Samuel. Ele executou vários de seus conselheiros durante a Quaresma. A fim de punir o rei, o bispo Gerard de Csanád (atual Cenad, Romênia) se recusou a realizar a cerimônia anual de colocar a coroa real na cabeça do monarca na Páscoa.
O rei Henrique III novamente invadiu a Hungria em 1044 para restaurar Pedro, o veneziano. A batalha decisiva foi travada em Ménfõ perto de Gyõr, onde o exército de Samuel foi derrotado. O destino de Samuel após a batalha ainda é incerto. De acordo com fontes alemãs quase contemporâneas, ele foi capturado rapidamente e executado sob o comando de Pedro, o veneziano. No entanto, as crônicas húngaras do século XIV narram que ele fugiu rio acima no Tisza, onde foi apreendido e assassinado pelos habitantes locais. As últimas fontes afirmam ainda que Samuel foi sepultado primeiro em uma igreja próxima, mas mais tarde foi transferido para o mosteiro de sua família em Abasár.
"Quando o rei Aba quebrou seu juramento e tratado, o rei Henrique invadiu a Hungria com uma força muito pequena. Aba, que tinha equipado um exército muito grande, o desprezou tanto que ele permitiu que entrasse na província, como se fosse fácil matá-lo ou capturá-lo. Henrique, entretanto, confiando na ajuda divina, cruzou rapidamente o rio Raab com parte de sua força e começou a batalha, enquanto todos os cavaleiros corriam para lá e para cá. No primeiro ataque, ele derrotou e pôs em fuga o incontável exército dos húngaros, perdendo muito poucos de seus próprios homens. Ele mesmo lutou bravamente e conquistou uma vitória gloriosa em 5 de julho. O rei Aba escapou por pouco fugindo, enquanto todos os húngaros se aglomeravam em multidões para se render ao rei Henrique e prometeram sujeição e serviço. ... Pouco depois, Aba foi feito prisioneiro pelo rei Pedro e pagou a pena por seus crimes com a cabeça."— Hermano de Reichenau: Chronicle

## Família
Nenhum relatório sobre o destino da viúva e filhos de Samuel foi preservado. Mesmo assim, historiadores - incluindo Gyula Kristó e László Szegfű - supõem que a poderosa família Aba descendia dele.